# Distretto di Maywand
Il distretto di Maywand è un distretto dell'Afghanistan appartenente alla provincia di Kandahar. Viene stimata una popolazione di 57.000 abitanti (dato 2012-13).